# ビューリンゲン

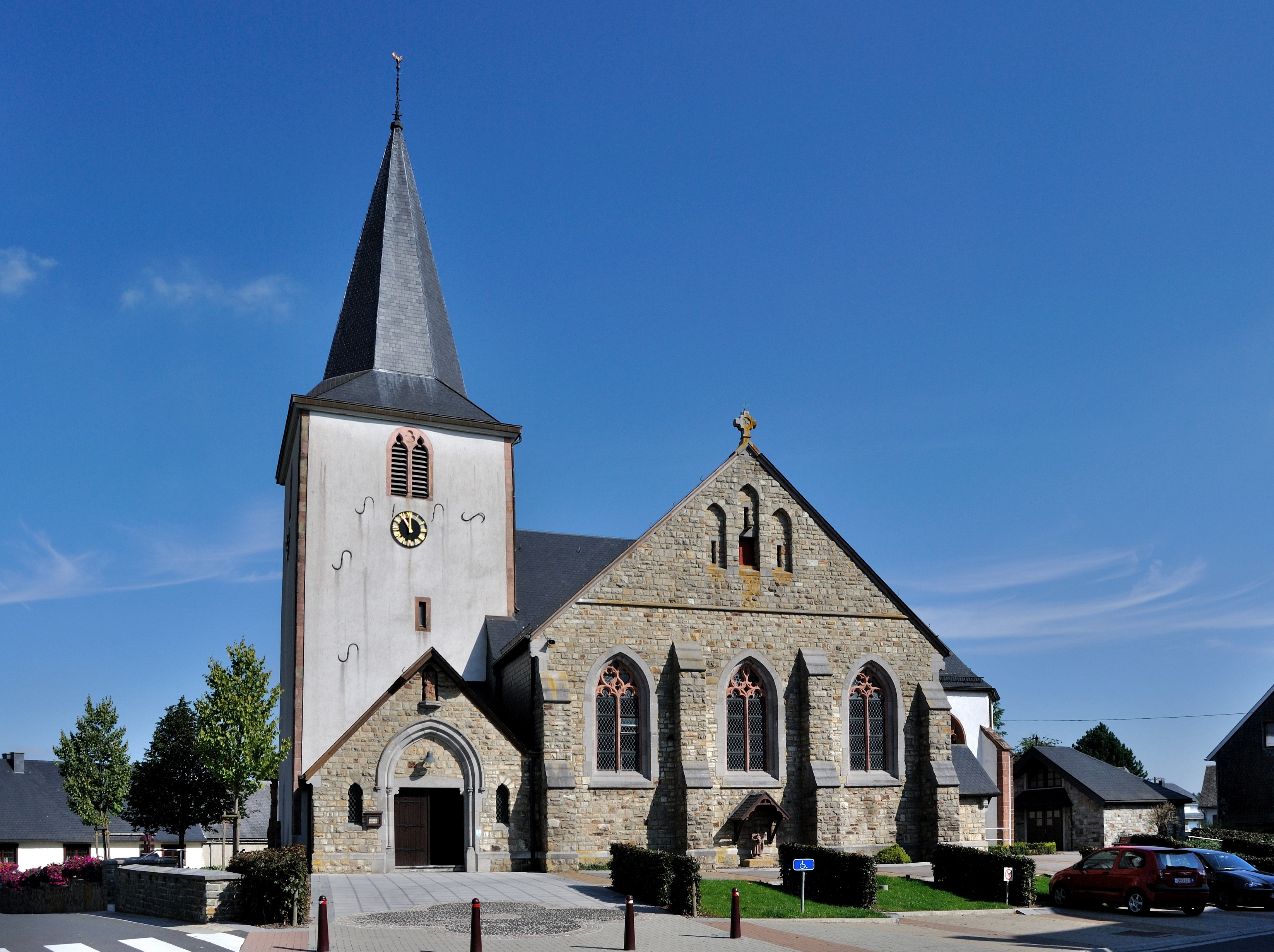
聖エリギウス聖堂は1130年に初出する聖堂でビューリンゲンの中心に位置している

ビューリンゲン（ドイツ語: Büllingen、フランス語: Bullange）は、ベルギーのリエージュ州、またドイツ語共同体に属する基礎自治体である。面積は150.49 km²で、2012年1月1日時点での人口は5,532人、人口密度は37人/km²である。

## 概要
ビューリンゲンを構成するクレヴィンケル村落はベルギー最東端であり、またロチェラス村落はベルギーで最も高地に位置する村落であり、その中でもミューリンゲンに近い白い岩石が国内で2番目に高い地点である。